# Carla Diaz
Carla Carolina Moreira Diaz (n. 28 noiembrie 1990) este o actriță braziliană.

## Filmografie

### Televiziune
| 1994 | Éramos Seis              | Eliana               |
| 1995 | Super Colosso            | Carlinha             |
| 1996 | Colégio Brasil           | Tininha              |
| 1997 | O Amor Está no Ar        | Luisa (nina)         |
| 1998 | Chiquititas Brasil       | Maria                |
| 2000 | Legături de familie      | Rachel               |
| 2001 | Clona                    | Khadija Rachid       |
| 2003 | Șapte femei              | Angélica             |
| 2003 | Sítio do Picapau Amarelo | Cléo                 |
| 2006 | A Grande Família         | Beatriz              |
| 2007 | Șapte păcate             | Gina                 |
| 2008 | Casos e Acasos           | Valéria (Val)        |
| 2009 | Promessas de Amor        | Juno Fischer Matoso  |
| 2011 | Rebelde                  | Márcia Luz Maldonado |
| 2017 | A Força do Querer        | Carine de Sá         |